# Danh sách nhà cai trị xứ Provence

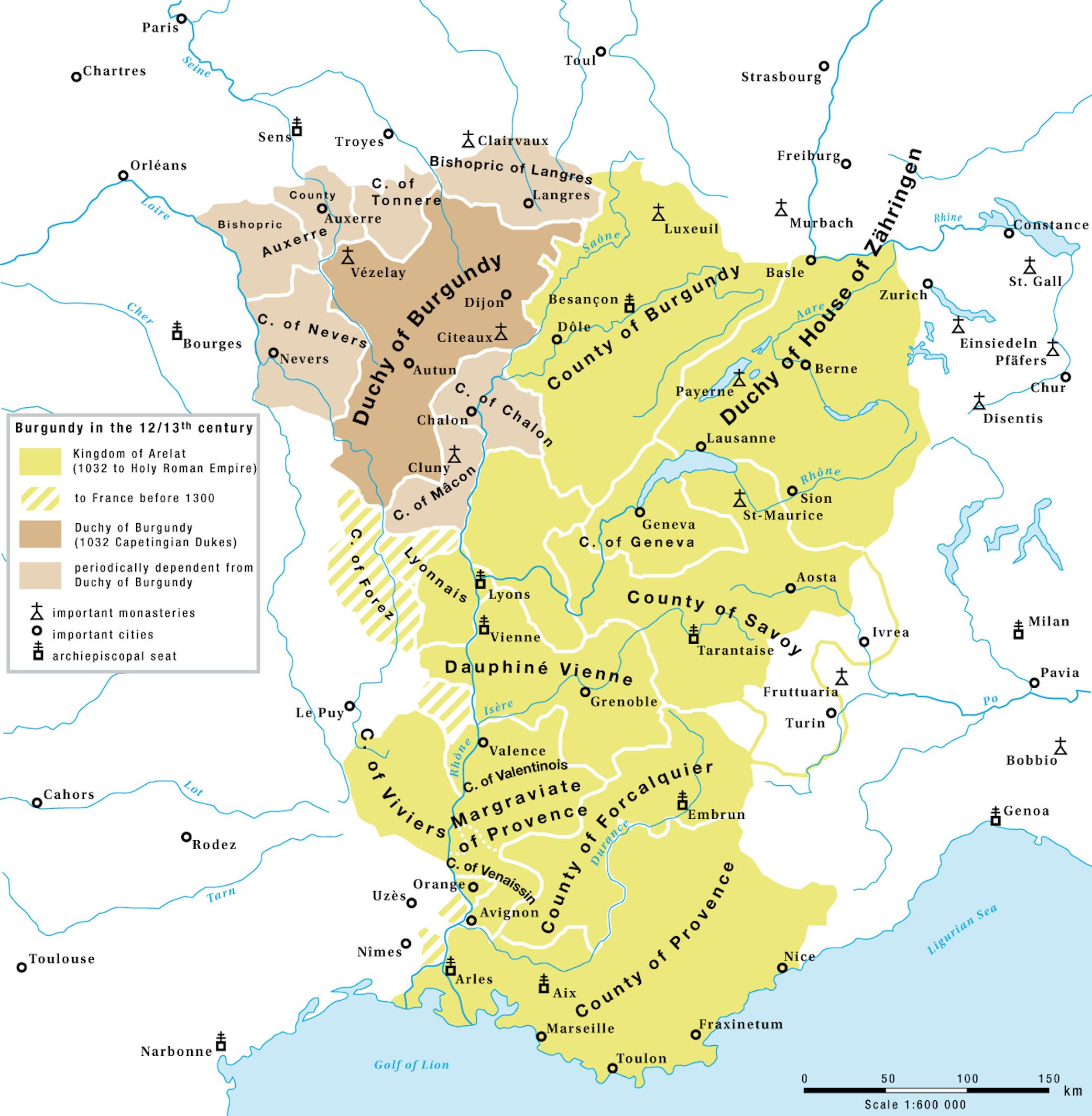
Bản đồ thể hiện Hầu quốc, Bá quốc Provence và Bá quốc Forcalquier như một phần của Vương quốc Burgundy-Arles trong thế kỷ XII và XIII.

Bá tước và Công tước xứ Provence (tiếng Pháp: Duc et Comte de Provence; tiếng Anh: Duke and Count of Provence) là những nhà cai trị vùng đất Provence trong lịch sử, và lãnh thổ hiện nay của nó được xem là bao trùm cả vùng Provence-Alpes-Côte d'Azur của Cộng hòa Pháp. Phía nam là bờ biển Địa Trung Hải với những hải cảng quan trọng, phía đông tiếp giáp với Bán đảo Ý.
Vùng đất Provence có một lịch sử khá tách biệt với bất kỳ quốc gia lớn hơn nào ở Châu Âu. Sự tồn tại độc lập của nó có nguồn gốc từ biên giới của Lãnh địa Công tước xứ Merovingian Gaul. Ở vị trí này, nó bị ảnh hưởng và tác động bởi một số nền văn hóa khác nhau, các nhà cai trị xứ Provence đã duy trì một sự thống nhất được củng cố khi khu vực này trở thành một vương quốc riêng biệt trong trong quá trình suy tàn của Vương triều Caroling vào cuối thế kỷ thứ IX. Provence cuối cùng đã được gia nhập vào Vương quốc Burgundian, nhưng lãnh địa vẫn được cai trị bởi những quân chủ có thực quyền và phần lớn giữ được độc lập. 
Vào thế kỷ thứ XI, Provence trở thành nơi tranh chấp giữa các chi nhánh cai trị và các Bá tước xứ Toulouse, người đã tuyên bố tước hiệu "Margrave xứ Provence". Vào thời Trung kỳ Trung Cổ, tước hiệu hiệu Bá tước xứ Provence thuộc về các gia tộc địa phương có nguồn gốc Frank, bao gồm Nhà Barcelona, Nhà Anjou và cho một chi nhánh của Nhà Valois. Sau năm 1032, Bá quốc là một phần của Đế chế La Mã Thần thánh. Nó được Vua Louis XI của Pháp thừa kế vào năm 1481, và được con trai là Charles VIII sáp nhập vào lãnh thổ hoàng gia Pháp vào năm 1487.